# Dag Bjørndalen
Dag Bjørndalen   (Drammen, 2 d'abril de 1970) és un biatleta noruec, ja retirat, que va competir durant les dècades de 1990 i 2000. És el germà d'Ole Einar Bjørndalen.
El 1998 va prendre part en els Jocs Olímpics d'Hivern de Nagano, on disputà dues proves del programa de biatló. Guanyà la medalla de plata en la prova del relleu 4x7,5 quilòmetres, formant equip amb Egil Gjelland, Halvard Hanevold i Ole Einar Bjørndalen, mentre en els 20 quilòmetres fou desè.
En el seu palmarès també destaquen una medalla d'or, una de plata i una de bronze en els sis Campionats del món de biatló que disputà. A la Copa del món de biatló guanyà quatre curses per equips.